# Doratulina ragusai
Doratulina ragusai är en insektsart som beskrevs av Melichar 1914. Doratulina ragusai ingår i släktet Doratulina och familjen dvärgstritar. Inga underarter finns listade i Catalogue of Life.